# Commissaire Magellan
 (janvier 2023).
Pour les articles homonymes, voir Magellan.
Commissaire Magellan est une série télévisée policière française en 38 épisodes de 90 minutes créée par Laurent Mondy et diffusée entre le 28 novembre 2009 et le 16 octobre 2021 sur France 3.
Elle est rediffusée sur C8.

## Synopsis
Chaque épisode retrace une enquête complète pour meurtre dans la ville, moyenne et provinciale (fictive), de Saignac, dont Simon Magellan est le perspicace commissaire.

## Distribution

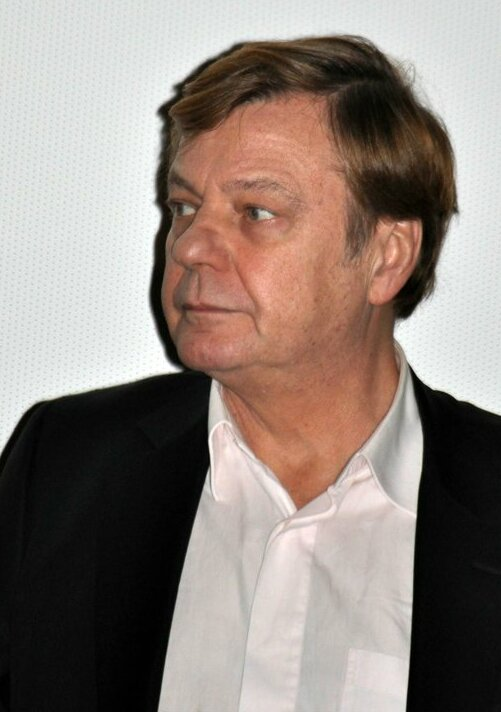
Jacques Spiesser, l'interprète du rôle-titre

- Jacques Spiesser : Commissaire Simon Magellan
- Maka Sidibé : Lieutenant Jérôme Béziat (épisodes 1 à 3)
- Moon Dailly : Lieutenant Lucy Tran (épisodes 4 à 9)
- Selma Kouchy : Lieutenant Selma Berraya (depuis l'épisode 10 à 38)
- Nathalie Besançon : Florence Higel, journaliste, compagne de Magellan
- Bernard Alane : Paul Gavrillac, procureur de la République, meilleur ami de Magellan (épisodes 1 à 23 et 38)
- Flore Bonaventura : Juliette Magellan, fille aînée de Simon (épisodes 1 à 9)
- Mathilde Colin : Juliette Magellan, fille aînée de Simon (depuis l'épisode 10)
- Bertille Chabert : Juliette Magellan, fille aînée de Simon (épisode 24 et 34)
- Lou Levy : Cordélia Magellan, fille cadette de Simon (épisodes 1 à 9)
- Marie de Stefano : Cordélia Magellan, fille cadette de Simon (depuis l'épisode 10)
- Franz-Rudolf Lang : Ludovic Magellan, neveu de Simon (depuis l'épisode 19)
- Yamin Dib : Nabil, patron du restaurant (épisodes 1 à 10)
- Smaïl Mekki : Nabil, patron du restaurant (épisodes 11 à 20)
- Saverio Maligno : Le médecin légiste (épisode pilote)

## Fiche technique
- Scénario et dialogues : Laurent Mondy
- Réalisateur : Laurent Levy, Claire de La Rochefoucauld, Étienne Dhaene
- Musique originale : Frédéric Porte
- Produit par : Jean-Luc Azoulay et Richard Berkowitz
- Une production : JLA productions avec la participation de France Télévisions, de 13e rue et du CRRAV Nord-Pas-de-Calais avec le soutien de la région Nord-Pas-de-Calais, et en partenariat avec le CNC.
- Production exécutive associée : France 3 Filière Production site de Lille
- Unité fiction : Anne Holmes / Olivier Prieur / Sébastien Charbit

## Épisodes
| No épisode  | Saison | Titre de l'épisode                            | Réalisateur                | Interprètes de l'épisode | Première diffusion FR | Audience TV (France)[réf. nécessaire] | Part de marché |
| ----------- | ------ | --------------------------------------------- | -------------------------- | --- | --------------------- | ------------------------------------- | -------------- |
| 1           | 1      | Roman noir                                    | Laurent Lévy               | Christian Morin, Juliette Croizat, Margaux Chatelier                                                                                | 28 novembre 2009      | 3,2                                   | 13,4           |
| 2           | 2      | Théâtre de sang                               | Claire de La Rochefoucauld | Gaëlle Fraysse, Patrick Fierry, Micky Sébastian, Benjamin Baroche                                                                   | 11 septembre 2010     | 2,5                                   | 12,5           |
| 3           | 3      | Noces funèbres                                | Claire de La Rochefoucauld | Sophie de La Rochefoucauld, Nadine Alari, François Feroleto                                                                         | 5 février 2011        | 2,7                                   | 12,2           |
| 4           | 3      | Pur Sang                                      | Claire de La Rochefoucauld | Christian Rauth, Catherine Marchal, Fabrice Deville                                                                                 | 21 mai 2011           | 2,6                                   | 12,8           |
| 5           | 3      | Mort subite                                   | Étienne Dhaene             | Philippe Caroit | 29 octobre 2011       | 2,9                                   | 13,3           |
| 6           | 3      | Un instant d'égarement                        | Étienne Dhaene             | Didier Cauchy, Jean-François Garreaud                                                                                               | 26 novembre 2011      | 3,4                                   | 13,9           |
| 7           | 4      | La Miss aux deux visages                      | Étienne Dhaene             | Anne Caillon, Delphine Rollin, Farid Bentoumi, Thomas Jouannet, Arièle Semenoff, Erick Deshors                                      | 2 juin 2012           | 2,8                                   | 13,7           |
| 8           | 5      | Chasse gardée                                 | Étienne Dhaene             | Anne Richard, Chloé Stefani, Patrick Raynal, Dominique Guillo, François-Régis Marchasson                                            | 12 janvier 2013       | 3,7                                   | 15,5           |
| 9           | 5      | Le Manoir maudit                              | Étienne Dhaene             | Cécile Pallas, Ludmila Mikaël, Olivier Pagès                                                                                        | 19 janvier 2013       | 3,8                                   | 15,0           |
| 10          | 5      | Room service                                  | Hervé Brami                | Dounia Coesens, Christian Charmetant, Léa Bosco                                                                                     | 28 septembre 2013     | 3,0                                   | 13,2           |
| 11          | 5      | Le Maître des illusions                       | Éric Duret                 | Manuel Gélin, Anne-Charlotte Pontabry                                                                                               | 5 octobre 2013        | 3,2                                   | 14,0           |
| 12          | 5      | Les Étoiles de Saignac                        | Éric Duret                 | François-Eric Gendron, Sophie Broustal                                                                                              | 12 octobre 2013       | 3,3                                   | 14,6           |
| 13          | 6      | Chaud devant                                  | Étienne Dhaene             | Valérie Kaprisky, Alexandre Brasseur, Noémie Kocher, Tiphaine Daviot                                                                | 26 avril 2014         | 3,2                                   | 14,6           |
| 14          | 6      | Reflets de cristal                            | François Guérin            | Julien Boisselier, Katia Miran, Mathilde Lebrequier, David Baiot, Patrick Guérineau                                                 | 22 novembre 2014      | 3,8                                   | 15,3           |
| 15          | 6      | Régime mortel                                 | Emmanuel Rigaut            | Elsa Lunghini, Laurent Olmedo, Manöelle Gaillard, Marie-Christine Adam, Jean-Marc Coudert, Julien Bravo                             | 8 novembre 2014       | 3,218                                 | 14,6           |
| 16          | 6      | L'Épreuve du feu                              | Emmanuel Rigaut            | Julie Cavanna, Patrick Puydebat, Patrick Raynal, Renaud Leymans, Marion Huguenin                                                    | 15 novembre 2014      | 3,356                                 | 14,1           |
| 17          | 7      | Mort aux enchères                             | Étienne Dhaene             | Lucie Jeanne, Christophe Malavoy, Mathieu Barbet                                                                                    | 14 mars 2015          | 3,034                                 | 13,0           |
| 18          | 7      | Radio Saignac                                 | Emmanuel Rigaut            | Bruno Madinier, Sophie Duez, Brigitte Fossey                                                                                        | 10 octobre 2015       | 3,687                                 | 17,2           |
| 19          | 7      | Jeu, set et meurtres                          | Étienne Dhaene             | Astrid Veillon, Eric Savin, Justine Thibaudat                                                                                       | 24 octobre 2015       | 3,194                                 | 14,2           |
| 20          | 7      | Grand large                                   | François Guérin            | Cécile Pallas, Yvon Back | 31 octobre 2015       | 3,242                                 | 14,9           |
| Crossover 1 | HS     | Magellan et Mongeville (Folle jeunesse)       | Étienne Dhaene             | Francis Perrin, Alexandra Mercouroff                                                                                                | 19 novembre 2016      | 4,500                                 | 19,8           |
| 21          | 8      | L'Âge ingrat                                  | Lionel Chatton             | Carole Richert, Elodie Varlet, David Brécourt                                                                                       | 26 novembre 2016      | 3,897                                 | 17,2           |
| 22          | 8      | Confession mortelle                           | Emmanuel Rigaut            | Line Renaud, Laetitia Fourcade, Pierre-Arnaud Juin                                                                                  | 3 décembre 2016       | 4,203                                 | 19,5           |
| 23          | 9      | Pour ma fille                                 | Lionel Chatton             | Bruno Slagmulder, Hélène de Saint-Père                                                                                              | 7 octobre 2017        | 3,801                                 | 16,7           |
| 24          | 9      | Première ballerine                            | Étienne Dhaene             | Bertille Chabert, Jean-François Stévenin, Mathieu Delarive                                                                          | 14 octobre 2017       | 4,124                                 | 19,8           |
| 25          | 9      | Saignac Circus                                | Lionel Chatton             | Annick Blancheteau, Bernard Yerlès, Vincent Paquot, Rosemarie La Vaullée                                                            | 21 octobre 2017       | 3,632                                 | 17,0           |
| 26          | 9      | La Chorale de Saignac                         | Stéphane Franchet          | Francis Boulogne, Eythan Solomon, Flavie Péan, Yoann Denaive, Laurent Bateau, Isabel Otero, Mathilde Wambergue                      | 21 avril 2018         | 3,857                                 | 20,1           |
| 27          | 9      | Le Bassin des grands                          | Étienne Dhaene             | Jean-Marie Bigard, Mélanie Maudran, Matheo Capelli, Danièle Evenou                                                                  | 28 avril 2018         | 3,906                                 | 19             |
| Crossover 2 | HS     | Mongeville et Magellan (Un amour de jeunesse) | Emmanuel Rigaut            | Francis Perrin, Elisa Servier, Florence Coste, François-Eric Gendron                                                                | 5 mai 2018            | 4,195                                 | 20,6           |
| 28          | 9      | Rose sanglante                                | Lionel Chatton             | Vanessa Demouy, Jérôme Anger, Constance Labbé, Valéria Cavalli, Antoine Ferey, Clara Eon, Michel Scotto di Carlo, Jean-Marc Coudert | 10 novembre 2018      | 4,091                                 | 18,3           |
| 29          | 10     | La belle équipe                               | Stephan Kopecky            | Sandrine Quétier, Thomas Jouannet, Xavier Lemaître, Jean-Baptiste Martin, Ingrid Juveneton, Yannig Samot, Pasquale d'Inca           | 17 novembre 2018      | 4,351                                 | 19,8           |
| 30          | 10     | Rêve brisé                                    | Étienne Dhaene             | Rebecca Hampton, Nicky Marbot, Guillaume Faure                                                                                      | 13 avril 2019         | 3,720                                 | 19,0           |
| 31          | 10     | Mise en bière                                 | Grégory Écale              | Olivier Sitruk, Dounia Coesens, Hélène Seuzaret                                                                                     | 20 avril 2019         | 3,140                                 | 17,0           |
| 32          | 10     | Espèces protégées                             | Étienne Dhaene             | Alexandra Vandernoot, Fabienne Carat                                                                                                | 2 novembre 2019       | 3,863                                 | 19,2           |
| 33          | 10     | La Nébuleuse d'Orion                          | Stéphan Kopecky            | Linda Hardy, Christophe Barbier | 9 novembre 2019       | 3,742                                 | 18,1           |
| 34          | ³ 10   | Du sang sur la glace                          | Grégory Écale              | Marie Fugain, Frank Leboeuf, Anne-Charlotte Pontabry                                                                                | 4 janvier 2020        | 4,620                                 | 21,3           |
| 35          | 10     | Sang d'encre                                  | Étienne Dhaene             | Guillaume Denaiffe, Gaëla Le Devehat, Guillaume Cramoisan, Agnès Soral, Thierry Beccaro, Ludovic Baude                              | 10 octobre 2020       | 4,014                                 | 19,5           |
| 36          | 10     | Le Bonheur des autres                         | Grégory Ecale              | Francis Lalanne, Noémie Elbaz, Philippe Lelièvre, Valérie Kaprisky                                                                  | 17 octobre 2020       | 4,672                                 | 21,1           |
| 37          | 10     | Frères d'armes                                | Étienne Dhaene             | Alexis Loret, Anne Richard, Robin Causse                                                                                            | 6 mars 2021           | 5,129                                 | 21,5           |
| 38          | 10     | Mortel refrain                                | Stéphane Kopecky           | Anne Caillon, Agnès Soral, Avy Marciano, Jean-Pierre Michaël                                                                        | 16 octobre 2021       | 4,514                                 | 23,5           |

- Le plus haut chiffre d'audience
- Le plus bas chiffre d'audience

## Saison 1

### Épisode 1: Roman noir
- France : 28 novembre 2009 sur France 3

- France : 3,20 millions de téléspectateurs (13,4 % de part d'audience)

Par ordre d'apparition au générique de fin :
- Jacques Spiesser : Simon Magellan
- Maka Sidibé : Lieutenant Jérôme Béziat
- Nathalie Besançon : Florence Higel
- Flore Bonaventura : Juliette Magellan
- Lou Lévy : Cordelia Magellan
- Bernard Alane : Paul Gavrillac

- Ludovic Bergery : Alex Magellan
- Christian Morin : Clément Saint Aubin
- Valéria Cavalli : Catherine Saint Aubin
- Juliette Croizat : Angélique Saint Aubin
- Yamin Dib : Nabil
- Margaux Chatelier : Laura
- Dimitri Rataud : Père Moreau
- Fabrice Michel : Antony Cervin
- Jean-Pierre Germain : Cazal
- Sabrina Ouazani : Nadia
- Nicole Dubois : Guillemette
- Adrien Saint-Joré : Jimmy
- Sarah Leboucq : Eugenie
- Bernard Regnier : Conducteur bus
- Anne Lepla : Louise Daurel
- Maxime Lecluyse : Serveur
- Christophe Carassou : Jeune Homme
- Christian Van Tomme : Père
- Alain Nempont : Notable
- Saverio Maligno : Médecin Samu
- Carine Bouquillon : Serveuse
- Céline Caretti : Marine
- Emmanuel Rausenberger : Homme
- Farbod Torabian : Elias
- Marilia Loiola De Menezes : Karen
- Romain Longuépé : Garçon
- Floriane Potiez : La postière
- Tom Hurier : Hugo
- Alexandra Michel : Copine
- Maxence D'Almeida : Interne Hôpital

## Saison 2

### Épisode 2: Théâtre de sang
- France : 11 septembre 2010 sur France 3

- France : 2,50 millions de téléspectateurs (12,5 % de part d'audience)

Par ordre d'apparition au générique de fin :
- Jacques Spiesser : Simon Magellan
- Maka Sidibé : Lieutenant Jérôme Béziat
- Nathalie Besançon : Florence Higel
- Flore Bonaventura : Juliette Magellan
- Lou Lévy : Cordélia Magellan
- Bernard Alane : Paul Gavrillac
- Yamin Dib : Nabil

- Patrick Fierry : Stanislas de Witt
- Sylvain Dieuaide : Léo Ruelle
- Benjamin Baroche : Thibaut Nérac
- Gaëlle Fraysse : Célia Cassin
- Guillaume Marquet : Zacharie Houdin
- Micky Sébastian : Raphaëlle Bucci
- Razika Nayis : Yasmine Fares
- Régis Royer : Julien Saunier
- Marie Florac : Hélène Saunier
- Émilie Caen : Béatrice Nérac
- Marie-Christine Orry : Monique
- Marcelle Fontaine : Marine Paquin
- Michele Fritel : Estelle Lyautey
- Jacques Herlin : Ambulancier
- Vincent Pietton : Lucas
- Céline Hilbich : Doublure Jennifer
- Laurence Flahault : Hôtesse clinique
- Benoît Dendievel : Docteur Barbey

## Saison 3

### Épisode 3: Noces funèbres
- France : 5 février 2011 sur France 3

- France : 2,70 millions de téléspectateurs (12,2 % de part d'audience)

Par ordre d'apparition au générique de fin :
- Jacques Spiesser : Simon Magellan
- Maka Sidibé : Lieutenant Jérôme Béziat
- Nathalie Besançon : Florence Higel
- Flore Bonaventura : Juliette Magellan
- Lou Lévy : Cordélia Magellan
- Bernard Alane : Paul Gavrillac
- Yamin Dib : Nabil

- Patrice Juiff : Alex Fabian
- Nadine Alari : Marie-France de Keyster
- Sophie de La Rochefoucauld : Emma de Keyster
- Émilie Lafarge : Faustine de Keyster
- Bruno Paviot : Aymeric de Keyster
- François Feroleto : Josselin Delvaux
- Thomas Rouer : Nathan Delvaux
- Juliet Lemonnier : Lily Fabian
- Christophe Kourotchkine : Régis Pruvost
- Marina Tomé : Sylvaine Goulet
- Christian Van Tomme : Armando
- Rémy Genece : Photographe mariage
- Sophie Boissière : Infirmière Josselin
- Hélène Van Geenberghe : Hôtesse scierie
- Philippe Peltier : Retraité
- Emmanuel Rausenberger : Chauffeur taxi
- Sylvain Gabet : Employé usine
- Julien Emirian : Interne

### Épisode 4: Pur sang
- France : 21 mai 2011 sur France 3

- France : 2,60 millions de téléspectateurs (12,8 % de part d'audience)

Par ordre d'apparition au générique de fin :
- Jacques Spiesser : Simon Magellan
- Moon Dailly : Lucy Tran
- Nathalie Besançon : Florence Higel
- Flore Bonaventura : Juliette Magellan
- Lou Lévy : Cordélia Magellan
- Bernard Alane : Paul Gavrillac

- Laura Boujenah : Émilie Vauzelle
- Catherine Marchal : Anne Montalivet
- Christian Rauth : Gabriel Laville
- Bernard Blancan : Étienne Crecy
- Fabrice Deville : Julien Delahaye
- Gilles Masson : Antoine Caron
- Stéfan Godin : Pierre-Yves Montalivet
- Yamine Dib : Nabil
- Selim Clayssen : Kader Saidi
- Kahina Carina : Selma Crecy
- Marie-José Billet : Isabelle Mercier
- Doreen Vasseur : Mme Ramette
- Julien Hérichon : Huissier
- Kamel Zidouri : Légiste
- Kunthear Ouk : Voyou #1
- Emmanuel Lanzi : Voyou #2
- Wally Merlevede : Client relais
- Virginie Poirier : Doublure équestre Émilie Vauzelle

### Épisode 5: Mort subite
- France : 29 octobre 2011 sur France 3

- France : 2,90 millions de téléspectateurs (13,3 % de part d'audience)

Par ordre d'apparition au générique de fin :
- Jacques Spiesser : Simon Magellan
- Moon Dailly : Lucy Tran
- Nathalie Besançon : Florence Higel
- Flore Bonaventura : Juliette Magellan
- Lou Lévy : Cordélia Magellan
- Bernard Alane : Paul Gavrillac

- Philippe Caroit : Lucas Barbier
- Catherine Wilkening : Sybille Barbier
- Thierry Perkins-Lyautey : Etienne Costa
- Julia Molkhou : Sandra Barbier
- Anne Loiret : Delphine Barbier
- Nicolas Grandhomme : Martin Verdoux
- Cédric Delsaux : Christophe Delaître
- Karin Swenson : Agnès Morel
- Yamin Dib : Nabil
- Christophe Piret : Maître Tisserand
- Claudine Vigreux : Hélène
- Olivier Bénard : Loic Daltret
- Sophie Descamps : Kristelle Meuniot
- Sylvie Baur : Josette Lasalle
- Bernard Regnier : Gendarme
- Kamel Zidouri : Legiste

### Épisode 6: Un instant d'égarement
- France : 26 novembre 2011 sur France 3

- France : 3,40 millions de téléspectateurs (13,9 % de part d'audience)

Par ordre d'apparition au générique de fin :
- Jacques Spiesser : Simon Magellan
- Moon Dailly : Lucy Tran
- Nathalie Besançon : Florence Higel
- Flore Bonaventura : Juliette Magellan
- Lou Lévy : Cordélia Magellan
- Bernard Alane : Paul Gavrillac

- Didier Cauchy : Philippe Grenier
- Julien Cafaro : François-Xavier Delannoy
- Lucie Jeanne : Roxane Courtieux
- Louise Molinaro : Jennifer Gomez
- Agnès Soral : Barbara Magellan
- Pauline Laulhe : Aïssa Sarahoui
- Arno Diem : Jonas Waringer
- Jean-Marie Winling : Cedric Waringer
- Lubin Labadie : Maxime Lamarre
- Jean-François Garreaud : Maître Lamarre
- Clément Solignac : Quentin Latremolière
- Gabriella Ostier : Josephine de Berg
- Marie-Pierre Feringue : Francoise Gomez
- Dominique Thomas : Le Baron
- Victoire Spanneut : Marion Lefebvre
- Christelle Le Prunenec : Infirmière
- Olivier Carré : Philippe Janson
- Rémy Dehame : Prof de sport
- Quentin Derose : Antoine Gerfaut
- Mikaela Ortola : Femme de ménage
- Axel Wambre : Hugo Higel

## Saison 4

### Épisode 7: La miss aux deux visages
- France : 2 juin 2012 sur France 3

- France : 2,80 millions de téléspectateurs (13,7 % de part d'audience)

Par ordre d'apparition au générique de fin :
- Jacques Spiesser : Simon Magellan
- Moon Dailly : Lucy Tran
- Nathalie Besançon : Florence Higel
- Flore Bonaventura : Juliette Magellan
- Lou Lévy : Cordélia Magellan
- Bernard Alane : Paul Gavrillac

- Anne Caillon : Clemence
- Thomas Jouannet : Patrick Lansay
- Farid Bentoumi : Théo Kelle
- Delphine Rollin : France Serrao
- Margaux Van den Plas : Justine
- Valérie Leboutte : Agnès
- Laura Galley : Samantha
- Étienne Durot : Nathan
- Erick Deshors : Vannier
- Lisa Masker : Leila
- Yamin Dib : Nabil
- Rémy Gence : Photographe
- Kimberly Zakine : Alice Morin
- Frédéric Lampire : Père Alice
- Marie Boitel : Voisine
- Michel Masiero : Bourroux
- Éric Soubelet : Salers
- Nicolas Cornille : Médecin
- Arièle Semenoff : Béatrice Dupré

## Saison 5

### Épisode 8: Chasse gardée
- France : 12 janvier 2013 sur France 3

- France : 3,70 millions de téléspectateurs (15,50 % de part d'audience)

Par ordre d'apparition au générique de fin :
- Jacques Spiesser : Simon Magellan
- Moon Dailly : Lucy Tran
- Nathalie Besançon : Florence Higel
- Flore Bonaventura : Juliette Magellan
- Lou Lévy : Cordélia Magellan
- Bernard Alane : Paul Gavrillac

- Anne Richard : Bénédicte Lafage
- Chloé Stefani : Blanche Mouillot
- Patrick Raynal : Bernard
- Dominique Guillo : François Latournerie
- Renaud Leymans : Pascal
- François-Régis Marchasson : Hubert Mouillot
- Marie-Hélène Beissiere : Gouvernante Agathe
- Smaïl Mekki : Nabil
- Rémy Delattre : Thierry
- Alexandra Michel : Infirmière
- Eric Paul : Jardinier
- Marine Lemaire : Carole
- Pierre-Yves Kiebbe : Policier 1
- Benoît Dendievel : Policier 2
- Samantha Malfoy : Call-girl
- Karim Ziouche : Silhouette tireur

### Épisode 9: Le manoir maudit
- France : 19 janvier 2013 sur France 3

- France : 3,80 millions de téléspectateurs (15,0 % de part d'audience)

Par ordre d'apparition au générique de fin :
- Jacques Spiesser : Simon Magellan
- Moon Dailly : Lucy Tran
- Nathalie Besançon : Florence Higel
- Flore Bonaventura : Juliette Magellan
- Lou Lévy : Cordélia Magellan
- Bernard Alane : Paul Gavrillac

- Ludmila Mikaël : Eleonore
- Cécile Pallas : Clara
- Olivier Pagès : Forest
- Yoann Moëss : Ruben Gonet
- Nicolas Guillot : Mathis
- Emilie Hantz : Morgane
- David Van Severen : Morel
- Nicolas Carpentier : Maxime Molina
- Mélanie Maudran : Margaux Beck
- Smaïl Mekki : Nabil
- Agnès Blanchot : Jocelyne
- Serge Martinez : José
- Nanou Harry : Axelle Boitelet
- Gérard Pinteau : Bijoutier
- Géraldine Catteau : Voisine
- Céline Dupuis : Cliente 1
- Nathalie Herbaut : Cliente 2
- Bernadette Appert : Concierge
- Samantha Malfoy : Assistante Molina
- Jean-Paul Maquet : Client impatient
- Nathalie Beck : Daniela
- Annaïs Nowakowski : Doublure moto Axelle
- Jérémy Descamps : Motard Cross 1
- Anthony Urbain : Motard Cross 2
- Max Rosereau : Photographe Florence

### Épisode 10: Room service
- France : 28 septembre 2013 sur France 3

- France : 3,00 millions de téléspectateurs (13,2 % de part d'audience)

Par ordre d'apparition au générique de fin :
- Jacques Spiesser : Simon Magellan
- Selma Kouchy : Selma Berrayah
- Nathalie Besançon : Florence Higel
- Bernard Alane : Paul Gavrillac
- Marie de Stefano : Cordelia Magellan
- Mathilde Colin : Juliette Magellan

- Christian Charmetant : Guillaume Dupré
- Léa Bosco : Karine Dubois Baudry
- Dounia Coesens : Danièle
- Guillaume Denaiffe : Réceptionniste
- Frédéric Lampire : Charles Dubois Baudry
- Sandra Valentin : Sandrine
- François Rabette : Alain Harrode
- Frédéric Anscombre : Garcin
- Caroline Bourg : Brigitte Magny
- Smaïl Mekki : Nabil
- Matteo Capelli : Franck
- Philippine Martinot : Etudiante
- Christelle Cornil : Mangin
- Emma Tostain : Gamine
- Olivier Brabant : Legrand
- Geneviève Brunet : Nicole

### Épisode 11: Le maître des illusions
- France : 5 octobre 2013 sur France 3

- France : 3,20 millions de téléspectateurs (14,0 % de part d'audience)

Par ordre d'apparition au générique de fin :
- Jacques Spiesser : Simon Magellan
- Selma Kouchy : Selma Berrayah
- Nathalie Besançon : Florence Higel
- Bernard Alane : Paul Gavrillac
- Marie de Stefano : Cordelia Magellan

- Virginie Caliari : Fanny Castro
- Anne-Charlotte Pontabry : Elodie Vareux
- Manuel Gélin : Guillaume Kremer
- Jérémie Covillault : Jérôme Castro
- Jean-François Pages : Cédric Levigan
- Magalie Mateci : Barbara Feilliere
- Fabian Wolfrom : Nathan Castro
- Guillaume Clement : Alexandre Kremer
- Patrice Valota : Remi Guillemon
- Arsène Mosca : Nabil
- Élisabeth Gosselin : Gérante Hotel
- Sylvain Vanstraevel : Policier en Tenue
- Thomas Baelde : Technicien 1
- Eric Paul : Technicien Scientifique
- Mathias Cadez : Alexandre Kremer Jeune
- Marion Beaussart : Fanny Castro Jeune
- Annette Lowcay : Madame Muscat

### Épisode 12: Les étoiles de Saignac
- France : 12 octobre 2013 sur France 3

- France : 3,30 millions de téléspectateurs (14,6 % de part d'audience)

Par ordre d'apparition au générique de fin :
- Jacques Spiesser : Simon Magellan
- Selma Kouchy : Selma Berrayah
- Nathalie Besançon : Florence Higel
- Bernard Alane : Paul Gavrillac
- Marie de Stefano : Cordelia Magellan

- Sophie Broustal : Diane Delcombe
- François-Eric Gendron : Philippe Delcombe
- Sylvie Ferro : Christine Woroniak
- Pierre-Arnaud Juin : Michael Castelli
- Pasquale D'Inca : Jo Woroniak
- Hélène Kuhn : Sophie Delcombe
- Tilly Mandelbrot : Jessica Woroniak
- Eric Franquelin : Nicolas Vossier
- Caroline Santini : Véronique Castelli
- Arsène Mosca : Nabil
- Charles Templon : Thomas Loos
- Saskia Van Geirt : Annika
- Marion Valantine : Pharmacienne
- Marie-France Santon : Eleonore Mangin
- Claire Gontier : Floriane
- Leonor Lemee : Secrétaire

## Saison 6

### Épisode 13: Chaud devant
- France : 26 avril 2014 sur France 3

- France : 3,20 millions de téléspectateurs (14,6 % de part d'audience)

Par ordre d'apparition au générique de fin :
- Jacques Spiesser : Simon Magellan
- Selma Kouchy : Selma Berrayah
- Nathalie Besançon : Florence Higel
- Bernard Alane : Paul Gavrillac
- Marie de Stefano : Cordelia Magellan

- Smaïl Mekki : Nabil
- Valérie Kaprisky : Sylvia Galtier
- Jean-Michel Noirey : François Galtier
- Alexandre Brasseur : Decker
- Romain Redler : Jules Frémon
- Romane Portail : Clara Gandoit
- Tiphaine Daviot : Marion Galtier
- Caroline Le Moing : Amélie
- Jean-Baptiste Marcenac : Breville
- Noémie Kocher : Laure
- Vincent Solignac : Dorion
- Antoine Coesens : Chataigneau, le voisin serviable
- Vincent Pietton : Le garagiste
- Claudine Vigreux : Mme Varret
- Laura Marine : Josy
- Stéphanie Gesnel : Manetti
- Cyril Brisse : Mallard
- Emilie Wiest : Employée de maison

### Épisode 14: Reflets de cristal
- France : 22 novembre 2014 sur France 3

- France : 3,80 millions de téléspectateurs (15,3 % de part d'audience)

Par ordre d'apparition au générique de fin :
- Jacques Spiesser : Simon Magellan
- Selma Kouchy : Selma Berrayah
- Nathalie Besançon : Florence Higel
- Bernard Alane : Paul Gavrillac
- Marie de Stefano : Cordelia Magellan

- Julien Boisselier : Brice
- Katia Miran : Lise Delattre
- David Baiot : Vincent
- Stéphane Boucher : Monsieur Étienne
- Michel Albertini : Dewolf
- Mathilde Lebrequier : Hélène
- Patrick Guerineau : Lannier
- Smaïl Mekki : Nabil
- Tristan Robin : Thomas
- Isabelle Goevelinger : Camille Delattre
- Karin Swenson : Ophélie
- Annette Lowcay : Liliane Mangin
- Dominique Thomas : Maître Grenier
- Michael Masiero : Agent immobilier
- Thomas Dubois : Le voisin
- Anne Conti : Invitée
- Flore Guillermo : Doublure Camille

### Épisode 15: Régime mortel
- France : 8 novembre 2014 sur France 3

- France : 3,218 millions de téléspectateurs (14,6 % de part d'audience)

Par ordre d'apparition au générique de fin :
- Jacques Spiesser : Simon Magellan
- Selma Kouchy : Selma Berrayah
- Nathalie Besançon : Florence Higel
- Bernard Alane : Paul Gavrillac
- Marie de Stefano : Cordelia Magellan
- Smaïl Mekki : Nabil

- Elsa Lunghini : Justine Reynal
- Laurent Olmedo : Marc de Vilde
- Marie-Christine Adam : Colette Landowski
- Manoëlle Gaillard : Maguy Crozade
- Jean-Marc Coudert : Thibaut Reynal
- Jean-Christophe Barc : Francis Bosman
- Jean Barney : Antoine de Vilde
- Laurence Bréheret : Lauren Lambrecht
- Clara Quilichini : Lou Reynal
- Florine Delobel : Gwen Martens
- Julien Bravo : Quentin Launay
- Emmanuelle Bouaziz : Célia De Vilde
- Ulrich Vantrin-Cesareo : Curiste

### Épisode 16: L'épreuve du feu
- France : 15 novembre 2014 sur France 3

- France : 3,356 millions de téléspectateurs (14,1 % de part d'audience)

Par ordre d'apparition au générique de fin :
- Jacques Spiesser : Simon Magellan
- Selma Kouchy : Selma Berrayah
- Nathalie Besançon : Florence Higel
- Bernard Alane : Paul Gavrillac
- Marie de Stefano : Cordelia Magellan
- Smaïl Mekki : Nabil

- Patrick Raynal : Commandant Dorcy
- Renaud Leymans : Philippe Deleste
- Julie Cavanna : Sophie Valle
- Patrick Puydebat : Marc Larrivet
- Kym Thiriot : Mélanie
- Aurélien Legrand : Charles Valle
- Pascal Perbet : Secrétaire photographe
- Julien Crampon : Loïc Grenier
- Jean-Marc Michelangeli : Bernard Lesquin
- Christian Van Tomme : Michel Groux
- Michaël Vander-Meiren : Girard
- Marion Huguenin : Karine
- Olivier Bayart : Ado 1
- Justine Jaumotte : Ado 2
- Karine Ventalon : Alexandra Deleste
- Aymeric Dapsence : Pompier
- David Bensimhon : Éric Groux
- Fanny Roussel : Femme de ménage
- François Caccivio : Réceptionniste
- Anouchka Csernakova : Femme incendie

## Saison 7

### Épisode 17: Mort aux enchères
- France : 14 mars 2015 sur France 3

- France : 3,034 millions de téléspectateurs (13,0 % de part d'audience)

Par ordre d'apparition au générique de fin :
- Jacques Spiesser : Simon Magellan
- Selma Kouchy : Selma Berrayah
- Nathalie Besançon : Florence Higel
- Bernard Alane : Paul Gavrillac
- Marie de Stefano : Cordelia Magellan
- Smaïl Mekki : Nabil

- Alexis Loret : Alexandre Jourdan
- Sabine Perraud : Louise Meurisse
- Lucie Jeanne : Charlotte Neuville
- Karina Beuthe Orr : Emma Delvaux
- Benjamin Garnier : Lucas Delvaux
- Catherine Zavlav : Carine
- Christophe Malavoy : Gabriel Meurisse
- Mathieu Barbet : Zacharie Neuville
- Johnny Amaro : Pruvost
- Laurent Fernandez : Marc
- Marcelle Fontaine : Mme Picot
- Emmanuelle Bodin : Nikki

### Épisode 18: Radio Saignac
- France : 10 octobre 2015 sur France 3

- France : 3,687 millions de téléspectateurs (17,2 % de part d'audience)

Par ordre d'apparition au générique de fin :
- Jacques Spiesser : Simon Magellan
- Selma Kouchy : Selma Berrayah
- Nathalie Besançon : Florence Higel
- Bernard Alane : Paul Gavrillac
- Marie de Stefano : Cordelia Magellan
- Smaïl Mekki : Nabil

- Bruno Madinier : Marc Lamy
- Sophie Duez : Barbara Declercq
- Juliette Delacroix : Coralie Sauget
- Hubert Roulleau : Guillaume Declercq
- Benoît Michel : Antoine Lesage
- Christian Mulot : Jean-Pierre Garcin
- Anne Cart : Marie Duranger
- Louise Molinaro : Secrétaire radio
- Vincent Pietton : SDF
- Antoine Glemain : Julien
- Brigitte Fossey : Marne Gurievsky

### Épisode 19: Jeu, set et meurtres
- France : 24 octobre 2015 sur France 3

- France : 3,194 millions de téléspectateurs (14,8 % de part d'audience)

Par ordre d'apparition au générique de fin :
- Jacques Spiesser : Simon Magellan
- Selma Kouchy : Selma Berrayah
- Nathalie Besançon : Florence Higel
- Bernard Alane : Paul Gavrillac
- Marie de Stefano : Cordelia Magellan
- Smaïl Mekki : Nabil

- Astrid Veillon : Hélène Castelle
- Éric Savin : Antoine Castelle
- Jérémie Covillault : Jérôme Fortier
- Franz-Rudolf Lang : Ludovic
- Justine Thibaudat : Chloé Castelle
- Arthur Moncla : Niels Vachaud
- Pascal Germain : Amaury Lefol
- Diane Robert : Géraldine Delcourt
- Romain Deroo : Lucas Nelson
- Benoit Ringer : Nicolas Van Beveren
- Kevin Bouchard : Maxime Boquet
- Aurélie Brazetti : Elisa Sergent

### Épisode 20: Grand large
- France : 31 octobre 2015 sur France 3

- France : 3,242 millions de téléspectateurs (14,9 % de part d'audience)

Par ordre d'apparition au générique de fin :
- Jacques Spiesser : Simon Magellan
- Selma Kouchy : Selma Berrayah
- Nathalie Besançon : Florence Higel
- Bernard Alane : Paul Gavrillac
- Marie de Stefano : Cordelia Magellan
- Smaïl Mekki : Nabil

- Yvon Back : Gilles Lacoste
- Cécile Pallas : Patricia Lacoste
- Charlotte Kady : Valérie Dorval
- Serge Dupire : Charles Lacoste
- Marwan Berreni : Cédric Lemarchand
- Joffrey Platel : Adrien Dorval
- Catherine Benguigui : Madame Pondier
- Lucie-Cerise Bouvet : Flora Lacoste
- Renaud Roussel : Loic Kermadec
- Olivia Gotanègre : Karine Farel
- David Krüger : Le journaliste

## Magellan et Mongeville-Folle jeunesse
- France : 19 novembre 2016 sur France 3

- France : 4,500 millions de téléspectateurs (19,8 % de part d'audience)

Par ordre d'apparition au générique de fin :
- Jacques Spiesser : Simon Magellan
- Francis Perrin : Antoine Mongeville
- Gaëlle Bona : Valentine Duteil

- Nathalie Besançon : Florence Higel
- Marie de Stefano : Cordelia Magellan
- Clémence Bretécher : Laurène
- Guillaume Denaiffe : Daniel
- Étienne Durot : Cédric
- Alexandra Mercouroff : Marie
- Raphaël Mathon : Pierre Bouvreuil
- Maryne Bertieaux : Laurence
- Sébastien André : Policier (Jeanjean)
- Isabelle Auvray : Carine
- Geoffrey Boutan : Meunier
- Olivia Gotanègre : Myriam, secrétaire
- Floriane Potier : Hôtesse
- Philippine Martinot : Sabine

## Saison 8

### Épisode 21: L'âge ingrat
- France : 26 novembre 2016 sur France 3

- France : 3,897 millions de téléspectateurs (17,2 % de part d'audience)

Par ordre d'apparition au générique de fin :
- Jacques Spiesser : Simon Magellan
- Selma Kouchy : Selma Berrayah
- Nathalie Besançon : Florence Higel
- Bernard Alane : Paul Gavrillac
- Marie de Stefano : Cordelia Magellan

- Carole Richert : Christelle Lamarre
- Elodie Varlet : Marie Dauchin
- Florence Coste : Karine Rieux
- Astrid Roos : Aude Lamarre
- David Brécourt : François Lorrain
- Antoine Ferey : Julien Lorrain
- Thomas Silberstein : Nicolas Vaux
- Jonas Bloquet : Stanislas Perrot
- Michaël Erpelding : Rémi Dupin
- François Godart : Michel Verrac
- Fabian Wolfrom : Eric Lannoy
- Nicky Marbot : Bernard Rieux
- Patricia Kell : Laura

### Épisode 22: Confession mortelle
- France : 3 décembre 2016 sur France 3

- France : 4,203 millions de téléspectateurs (19,5 % de part d'audience)

Par ordre d'apparition au générique de fin :
- Jacques Spiesser : Simon Magellan
- Selma Kouchy : Selma Berrayah
- Nathalie Besançon : Florence Higel
- Bernard Alane : Paul Gavrillac
- Marie de Stefano : Cordelia Magellan

- Line Renaud : Mathilde Belcourt
- Isabelle Spade : Sœur Agnès
- Pierre-Arnaud Juin : Charles Varaud
- Laetitia Fourcade : Carole Belcourt
- Ludovic Baude : Père Gabriel Daumier
- Hugo Brunswick : Cédric Belcourt
- Franz-Rudolf Lang : Ludovic
- Marcel Gonzalez : Stéphane Mercier
- Clara Joly : Juliette Morin
- Anne-Laure Gruet : Réceptionniste
- Baptiste Legros : Vincent
- Cyril Aubin : Cornier

## Saison 9

### Épisode 23: Pour ma fille
- France : 7 octobre 2017 sur France 3

- France : 3,801 millions de téléspectateurs (16,7 % de part d'audience)

Par ordre d'apparition au générique de fin :
- Jacques Spiesser : Simon Magellan
- Selma Kouchy : Selma Berrayah
- Nathalie Besançon : Florence Higel
- Bernard Alane : Paul Gavrillac
- Marie de Stefano : Cordelia Magellan

- Hélène de Saint-Père : Agathe Fremaut
- Bruno Slagmulder : Eric Danval
- Noémie Kocher : Agnès Vermont
- Hélène Kuhn : Chloé Grégoire
- Olivier Pagès : Philippe Vermont
- Franz-Rudolf Lang : Ludovic
- Pauline Bression : Justine Vermont
- Pauline Paolini : Laure
- Erik Stouvenaker : Frédéric Jalin
- Guillaume Gabriel : Fabrice Dutertre
- Louise Molinaro : La secrétaire
- Vincent Jouan : Marsani
- Alain Lahaye : Monsieur Gallande
- Olivier Neveux : Vincent
- Elsa Houben : Emilie

### Épisode 24: Première ballerine
- France : 14 octobre 2017 sur France 3

- France : 4,124 millions de téléspectateurs (19,8 % de part d'audience)

Par ordre d'apparition au générique de fin :
- Jacques Spiesser : Simon Magellan
- Selma Kouchy : Selma Berrayah
- Nathalie Besançon : Florence Higel
- Marie de Stefano : Cordelia Magellan

- Jean-François Stévenin : Max Charley
- Élizabeth Bourgine : Sacha Vitaly
- Mathieu Delarive : Zacharie Charley
- Caroline Le Moing : Johanne Monsegur
- Franz-Rudolf Lang : Ludovic
- Bertille Chabert : Juliette
- Nicolas Carpentier : Amaury Monsegur
- Clément Solignac : Duncan
- Anouck Milan : Sybille Monsegur
- Marie Réache : Suzanne Launay
- Benjamin Baroche : Jimmy Charley
- Cécile Lancia : Lorraine Fabien
- Célia Gaillard : Doublure danseuse

### Épisode 26: La Chorale de Saignac
- France : 21 avril 2018 sur France 3

- France : 3,857 millions de téléspectateurs (20,1 % de part d'audience)

Par ordre d'apparition au générique de fin :
- Jacques Spiesser : Simon Magellan
- Selma Kouchy : Selma Berrayah
- Nathalie Besançon : Florence Higel
- Franz-Rudolf Lang : Ludovic
- Marie de Stefano : Cordelia Magellan

- Isabel Otero : Christine Vouvray
- Laurent Bateau : Jérôme Vouvray
- Flavie Péan : Julie Riesmeyer
- Yoann Denaive : Hugo Vouvray
- Eythan Solomon : Noah
- Fanny Gilles : Viviane Morel
- Mathilde Wambergue : mère d'Arthur

### Épisode 27: Le Bassin des grands
- France : 28 avril 2018 sur France 3

- France : 3,906 millions de téléspectateurs (19,0 % de part d'audience)

Par ordre d'apparition au générique de fin :
- Jacques Spiesser : Simon Magellan
- Selma Kouchy : Selma Berrayah
- Nathalie Besançon : Florence Higel
- Franz-Rudolf Lang : Ludovic
- Marie de Stefano : Cordelia Magellan

- Jean-Marie Bigard : Franck Saulnier
- Mathéo Cappelli : Christophe Dickaert
- Mélanie Maudran : Elise Choisel
- Florent Bigot de Nesles : Laurent Turpin
- Danièle Évenou : Monique Brisfère
- Valentine Kipp : Anaïs Lecame
- Tom Wozniczka : Lucas Turpin
- Baptiste Mège : Jérémy Bassot

### Épisode 28: Rose sanglante
- France : 10 novembre 2018 sur France 3

- France : 3,906 millions de téléspectateurs (19,0 % de part d'audience)

Par ordre d'apparition au générique de fin :
- Jacques Spiesser : Simon Magellan
- Selma Kouchy : Selma Berrayah
- Nathalie Besançon : Florence Higel
- Franz-Rudolf Lang : Ludovic
- Marie de Stefano : Cordelia Magellan

- Jérôme Anger : Maxime Valière
- Michel Scotto di Carlo : Sébastien Farini
- Vanessa Demouy : Catherine Valière
- Valeria Cavalli : Adeline Valière
- Antoine Coesens : Bernard Garil
- Constance Labbé : Clara Zeller
- Antoine Ferey : Julien Valière
- Anatole Sarrazin : Dimitri Farini
- Clara Eon : Mariane Valière
- Astrid Roos : Nadège Marval
- Frank Molinaro : Arnaud Loret
- Jean-Marc Coudert : Charles Dubreuil
- Nathalie Mann : Nicole Garil

## Mongeville et Magellan - Un Amour de Jeunesse
- France : 5 mai 2018 sur France 3

- France : 4,195 millions de téléspectateurs (20,6 % de part d'audience)

Par ordre d'apparition au générique de fin :
- Francis Perrin : Mongeville
- Jacques Spiesser : Magellan
- Pierre Aussedat : Commissaire Briare
- Jean-Philippe Lachaud : Lieutenant Stéphane
- Florence Coste : Sara
- Nathalie Villeneuve : Mathilde
- Elisa Servier : Delphine
- Hubert Roulleau : Paul
- Max Geller : Christian
- François-Eric Gendron : D'Arcy
- Julien Leglise : Le serveur

## Saison 10

### Épisode 29: La belle équipe
- France : 17 novembre 2018 sur France 3

- France : 4,351 millions de téléspectateurs (19,8 % de part d'audience)

Par ordre d'apparition au générique de fin :
- Jacques Spiesser : Simon Magellan
- Selma Kouchy : Selma Berrayah
- Nathalie Besançon : Florence Higel
- Franz-Rudolf Lang : Ludovic
- Marie de Stefano : Cordelia Magellan

- Thomas Jouannet : Paul
- Xavier Lemaître : Benjamin
- Emmanuel Quatra : Vincent
- Sandrine Quétier : Sandrine
- Ingrid Juveneton : Julie
- Marine Baousson : Lucie
- Emilie Deville : Éloïse
- Yannig Samot : Éric
- Candice Lartigue : Sophie
- Pasquale D'Inca : Mathieu Varolais
- Jean-Baptiste Martin : Jean-Baptiste Leroy

### Épisode 30: Rêve brisé
- France : 13 avril 2019 sur France 3

- France : 3,720 millions de téléspectateurs (19,0 % de part d'audience)

Par ordre d'apparition au générique de fin :
- Jacques Spiesser : Simon Magellan
- Selma Kouchy : Selma Berrayah
- Nathalie Besançon : Florence Higel
- Franz-Rudolf Lang : Ludovic
- Marie de Stefano : Cordelia Magellan

- Rebecca Hampton : Mathilde Saunier
- Dominique Guillo : Jérôme
- Guillaume Faure : Tristan Garil
- Juliet Lemonnier : Inès Belland
- Nicky Marbot : Loïc Varnier
- Cyril Benoit : Fred
- Charles Clément : Marc
- Estelle Skornik : Estelle
- Alyzée Lalande : Agathe
- Dominique Thomas : Jordan
- Caroline Santini : Lisa

### Épisode 31: Mise en bière
- France : 20 avril 2019 sur France 3

- France : 3,140 millions de téléspectateurs (17,0 % de part d'audience)

Par ordre d'apparition au générique de fin :
- Jacques Spiesser : Simon Magellan
- Selma Kouchy : Selma Berrayah
- Nathalie Besançon : Florence Higel
- Franz-Rudolf Lang : Ludovic
- Marie de Stefano : Cordelia Magellan

- Olivier Sitruk : Franck Larcher
- Hélène Seuzaret : Virginie Malberg
- Georges Corraface : Claude Malberg
- Dounia Coesens : Justine Malberg
- Delphine Rollin : Hélène Malberg
- Raphaël Mathon : Christophe Diaz
- Maud Forget : Ludivine Fléchon
- Louis Duneton : Léo Vatelli
- Pascale Michaud : Karine Vatelli

### Épisode 32: Espèces protégées
- France : 2 novembre 2019 sur France 3

- France : 3,863 millions de téléspectateurs (19,2 % de part d'audience)

Par ordre d'apparition au générique de fin :
- Jacques Spiesser : Simon Magellan
- Selma Kouchy : Selma Berrayah
- Nathalie Besançon : Florence Higel
- Franz-Rudolf Lang : Ludovic
- Marie de Stefano : Cordelia Magellan

- Alexandra Vandernoot : Laure Cléry
- Alexis Loret : Stanislas Cléry
- Vincent Paillier : Franck Landry
- Émilie Piponnier : Sabine
- Marlène Veyriras : Fabienne Morin
- Chloé Stéfani : Chloé
- Léo Romain : Arnaud Delattre
- Alexandre Bouyer : Bastien, le vigile
- Léa Goguey-Cailac : Secrétaire clinique
- Sarah Belala : Doublure Selma
- Fabienne Carat : Béatrice Dormont

### Épisode 33: La Nébuleuse d'Orion
- France : 9 novembre 2019 sur France 3

- France : 3,742 millions de téléspectateurs (18,1 % de part d'audience)

Par ordre d'apparition au générique de fin :
- Jacques Spiesser : Simon Magellan
- Selma Kouchy : Selma Berrayah
- Nathalie Besançon : Florence Higel
- Franz-Rudolf Lang : Ludovic
- Marie de Stefano : Cordelia Magellan

- Nicolas Grandhomme : Jérôme Morel
- Stéphan Guérin-Tillié : Grégoire Laroche
- Isabelle Renauld : Hélène Laugier
- Geoffroy Thiebaut : Mathieu Laugier
- Linda Hardy : Juliette Morel
- Delphine Lacheteau : Diane Laugier
- Maxence Pupillo : Valentin
- Jonathan Cardennet : Baptiste Leroux
- Titouan Laporte : Romain
- Roberto Calvet : Hugo Cortis
- Christophe Barbier : M. Dutilleux, le recteur
- Sarah Belala : Doublure Selma
- Jérémy Lemaire : Doublure de Baptiste

### Épisode 34: Du sang sur la glace
- France : 4 janvier 2020 sur France 3

- France :  4,620 millions de téléspectateurs (21,3 % de part d'audience)

Par ordre d'apparition au générique de fin :
- Jacques Spiesser : Simon Magellan
- Selma Kouchy : Selma Berrayah
- Nathalie Besançon : Florence Higel
- Franz-Rudolf Lang : Ludovic
- Marie de Stefano : Cordelia Magellan

- Marie Fugain : Charlotte Mauricourt
- Frank Lebœuf : Gabriel Lodet
- Emmanuel Patron : Vincent Mauricourt
- Bertille Chabert : Juliette
- Anouck Milan : Loréna Gardin
- Calypso Buijtenhuijs : Lucie Mauricourt
- Elodie Roupret : Audrey Galvi
- Catherine Zavlav : Nathalie Gardin
- Oscar Berthe : Gaétan Brémaut
- Anne-Charlotte Pontabry : Claire Valdier
- Lydie Melki : Patronne restaurant
- Julia Garnier : Hôtesse Mauricourt
- Sarah Belala : Doublure cascade Selma
- Clément Huet : Doublure cascade Gaétan
- Audrey Hubeser : Doublure cascade Audrey
- Agathe Painset : Doublure patinage Loréna
- Maud Travail : Doublure patinage Lucie
- Isabelle Vendeverde : Doublure patinage Audrey
- Martin Lagrise : Doublure hockey Gaétan

### Épisode 35: Sang d'encre
- France : 10 octobre 2020 sur France 3

- France :  4,014 millions de téléspectateurs (19,5 % de part d'audience)

Par ordre d'apparition au générique de fin :
- Jacques Spiesser : Simon Magellan
- Selma Kouchy : Selma Berrayah
- Nathalie Besançon : Florence Higel
- Franz-Rudolf Lang : Ludovic
- Marie de Stefano : Cordelia Magellan

- Guillaume Cramoisan : Zacharie Dubreuil
- Agnès Soral : Barbara
- Ludovic Baude : Cyril Vaugan
- Gaëla Le Devehat : Virginie Coudrier
- Guillaume Denaiffe : François Coudrier
- Thierry Beccaro : Édouard / Didier Pellerin
- Carole Brana : Élodie Mérove
- Laurent Fernandez : Victor Mangin
- Bruce Tessore : Adrien Beauval
- Nicky Marbot : Vincent Pelletier

### Épisode 36: Le Bonheur des autres
- France : 17 octobre 2020 sur France 3

- France :  4,672 millions de téléspectateurs (21,1 % de part d'audience)

Par ordre d'apparition au générique de fin :
- Jacques Spiesser : Simon Magellan
- Selma Kouchy : Selma Berrayah
- Nathalie Besançon : Florence Higel
- Franz-Rudolf Lang : Ludovic
- Marie de Stefano : Cordelia Magellan

- Valérie Kaprisky : Hélène Levasseur
- Francis Lalanne : Mike Malone
- Philippe Lelièvre : Gilles
- Matthias Van Khache : Romain Versari
- Fabienne Babe : Jeanne Duval
- Morgane Cabot : Pauline Levasseur
- Romain Deroo : Vincent Levasseur
- Olivier Pagès : Aurélien Berger
- Noémie Elbaz : Tess Berger
- Mathéo Capelli : Scherrer
- Grégoire Champion : Arthur Levasseur
- Stéphane Roux (en) : Camille
- Annette Lowcay : Médecin hôpital
- Séverine Deperrois : Doublure Selma
- Philippe Diot : Doublure Malone

### Épisode 37: Frères d'armes
- France : 6 mars 2021 sur France 3

- France :  5,129 millions de téléspectateurs (21,5 % de part d'audience)

Par ordre d'apparition au générique de fin :
- Jacques Spiesser : Simon Magellan
- Selma Kouchy : Selma Berrayah
- Nathalie Besançon : Florence Higel
- Franz-Rudolf Lang : Ludovic
- Marie de Stefano : Cordelia Magellan

- Alexis Loret : Stan
- Anne Richard : Commandant Delphine Blommel
- Robin Causse : Lieutenant Christophe Destrée
- Célia Diane : Sergent Chef Sophie Le Guen
- Moussa Sylla : David Hoarau
- Tom Wozniczka : Caporal Chef Stéphane Mareski
- Jeanne-Marie Ducarre : Sydney
- Stephan Godin : Colonel Destrée
- Vincent Primault : Pierre Langeais
- Charlie Joirkin : Sybille Langeais
- Luigi Kroner : Laurent Balzeau

### Épisode 38: Mortel refrain
- France : 16 octobre 2021 sur France 3[4]

- France : 4,514 millions de téléspectateurs (23,5 % de part d'audience)

Par ordre d'apparition au générique de fin :
- Jacques Spiesser : Simon Magellan
- Selma Kouchy : Selma Berrayah
- Nathalie Besançon : Florence Higel
- Franz-Rudolf Lang : Ludovic
- Marie de Stefano : Cordelia Magellan

- Anne Caillon : Elsa Deschamps
- Avy Marciano : Stéphane Larrieux
- Jean-Pierre Michaël : Gordon
- Bernard Alane : Paul Gavrillac
- Agnès Soral : Barbara
- Eric Boucher : Mathieu Deschamps
- Julien Crampon : Corentin
- Jade Pradin : Manon
- Bertille Chabert : Juliette
- Augustin Bonhomme : Julien Ravel

## Lieux de tournage

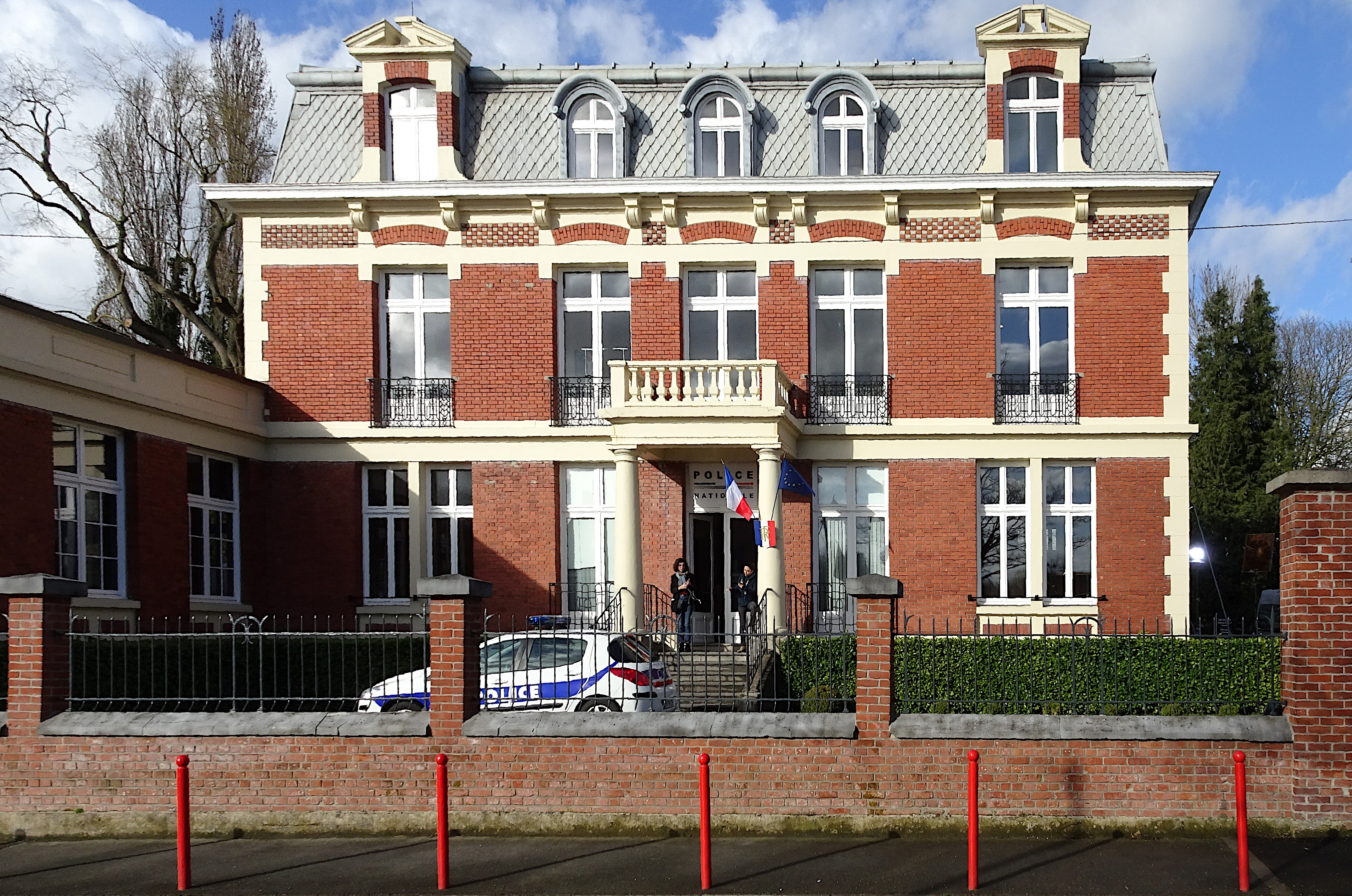
Steenwerck la maison Decanter

Le commissariat se trouve sur la commune de Steenwerck, il s'agit de la Maison Decanter, demeure d'un ancien notaire, transformée en commissariat et appartenant désormais à la mairie.
La maison du commissaire Magellan se trouve à Lille, située dans une impasse près du jardin Vauban.

## Crossover
France 3 a diffusé le 19 novembre 2016 « Folle jeunesse », un crossover avec Mongeville, une autre série policière de la même chaîne. L'occasion permet de réunir à l'écran Francis Perrin et Jacques Spiesser, qui n'avaient plus rejoué ensemble depuis le film La Gifle de Claude Pinoteau en 1974.
France 3 a diffusé le 5 mai 2018 un deuxième crossover entre Magellan et Mongeville tourné en 2017. Cet épisode est intitulé Mongeville et Magellan et a pour sous-titre « Un amour de jeunesse » avec dans l'un des rôles principaux Élisa Servier. Celle-ci a tourné avec Jacques Spiesser dans le téléfilm La Mort volée en 1999, et a joué avec Francis Perrin dans la série télévisée Loft Story en 1988 sur Antenne 2.

## Arrêt de la série
En 2020, malgré le succès d'audience, l'arrêt de la série est décidé par la direction de France Télévisions. La dernière enquête inédite sera diffusée le samedi 16 octobre 2021 à 21h05 sur France 3.